# Musée archéologique d'Érétrie
Le Musée archéologique d'Érétrie est un musée situé à Érétrie, en Eubée, en Grèce centrale.

## Historique
Le musée a été créé en 1960 et agrandi de 1961 à 1962. Il a subi de nouvelles rénovations et extensions de 1987 à 1991 par le Service archéologique grec en collaboration avec l'École suisse d'archéologie en Grèce.

## Collections
Le musée, situé à côté du site archéologique d'Érétrie, conserve des objets découverts à Xéropolis, au cimetière de Skoumbri, à Palaia Perivolia et Toumba à Lefkandi, à Paliochora et sur la colline de Geraki à Amarynthos, ainsi qu'à Érétrie et Magoula. D'autres objets découverts à Érétrie sont exposés au Musée national archéologique d'Athènes et au musée du Louvre, à Paris.
Le centaure en terre cuite de Lefkandi, daté de la seconde moitié du Xe siècle av. J.-C., est remarquable. La figurine a été découverte brisée en deux parties, dans deux tombes différentes, ce qui peut indiquer un serment liant les deux défunts.
On a trouvé également à Lefkandi un vase en albâtre mycénien à côtés droits à trois anses, daté du XIIe siècle av. J.-C. La décoration a été réalisée à la peinture blanc mat sur fond sombre, tandis que l'épaule et le corps sont recouverts de figures de griffon, de chevreuil et de cerf.
Le musée possède un épinétron à figures noires d'Amarynthos, daté de la fin du VIe siècle av. J.-C. L'amphore funéraire ornée de motifs géométriques et d'oiseaux, qui contenait les ossements d'un enfant, a été produite par un atelier local eubéen de la période géométrique, au VIIIe siècle av. J.-C..

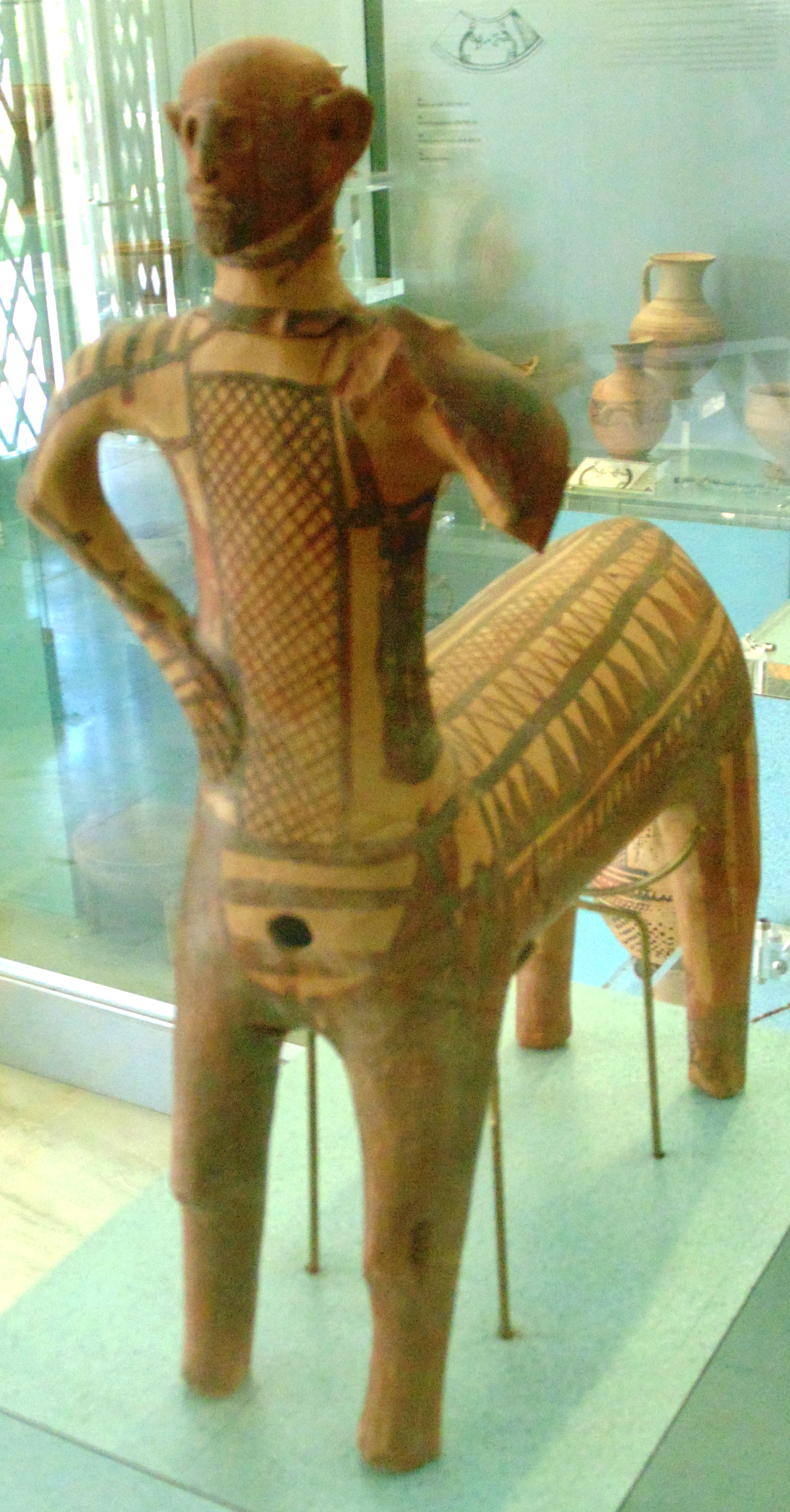
Centaure de Lefkandi.
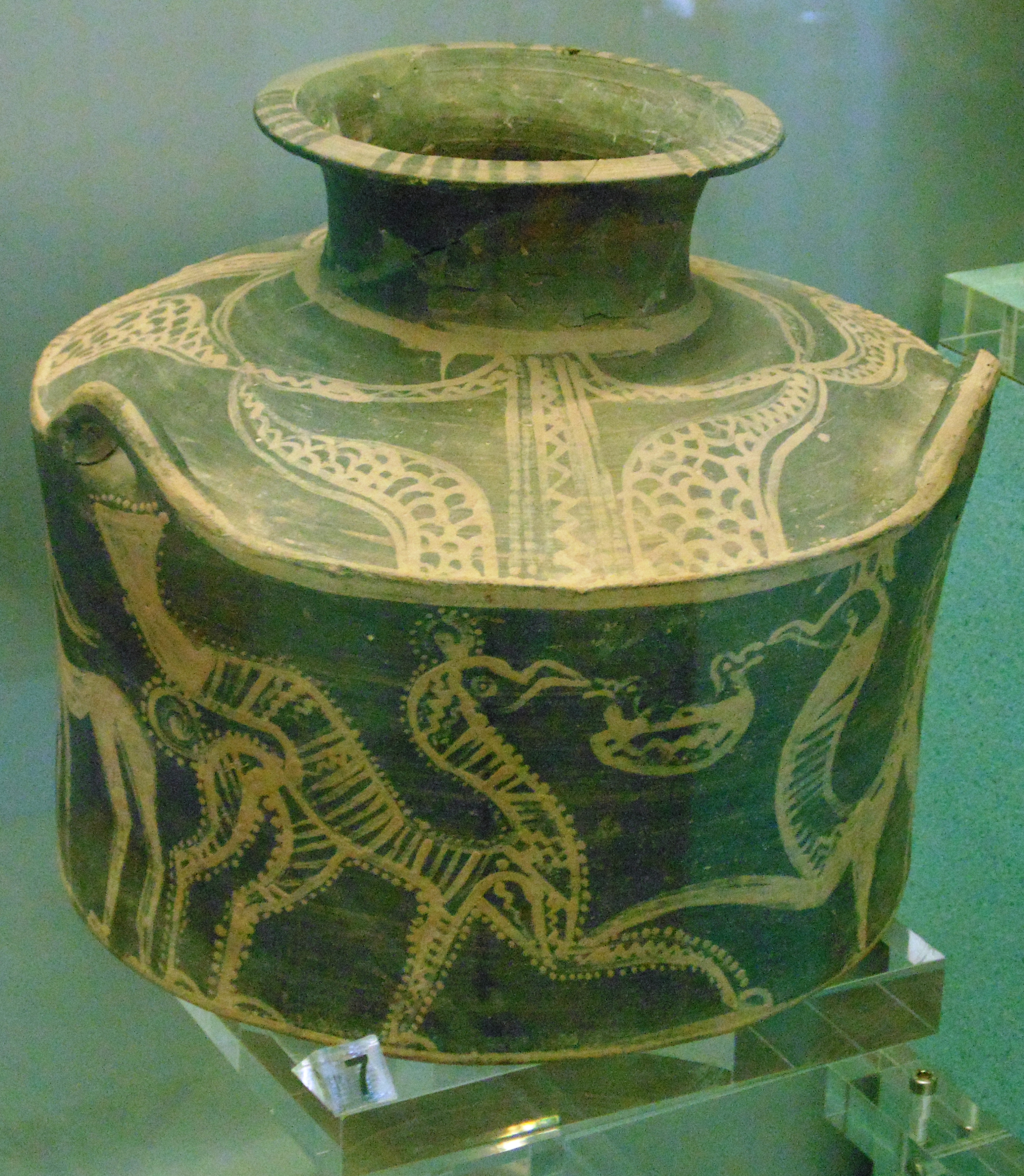
Vase mycénien à griffons de Lefkandi.
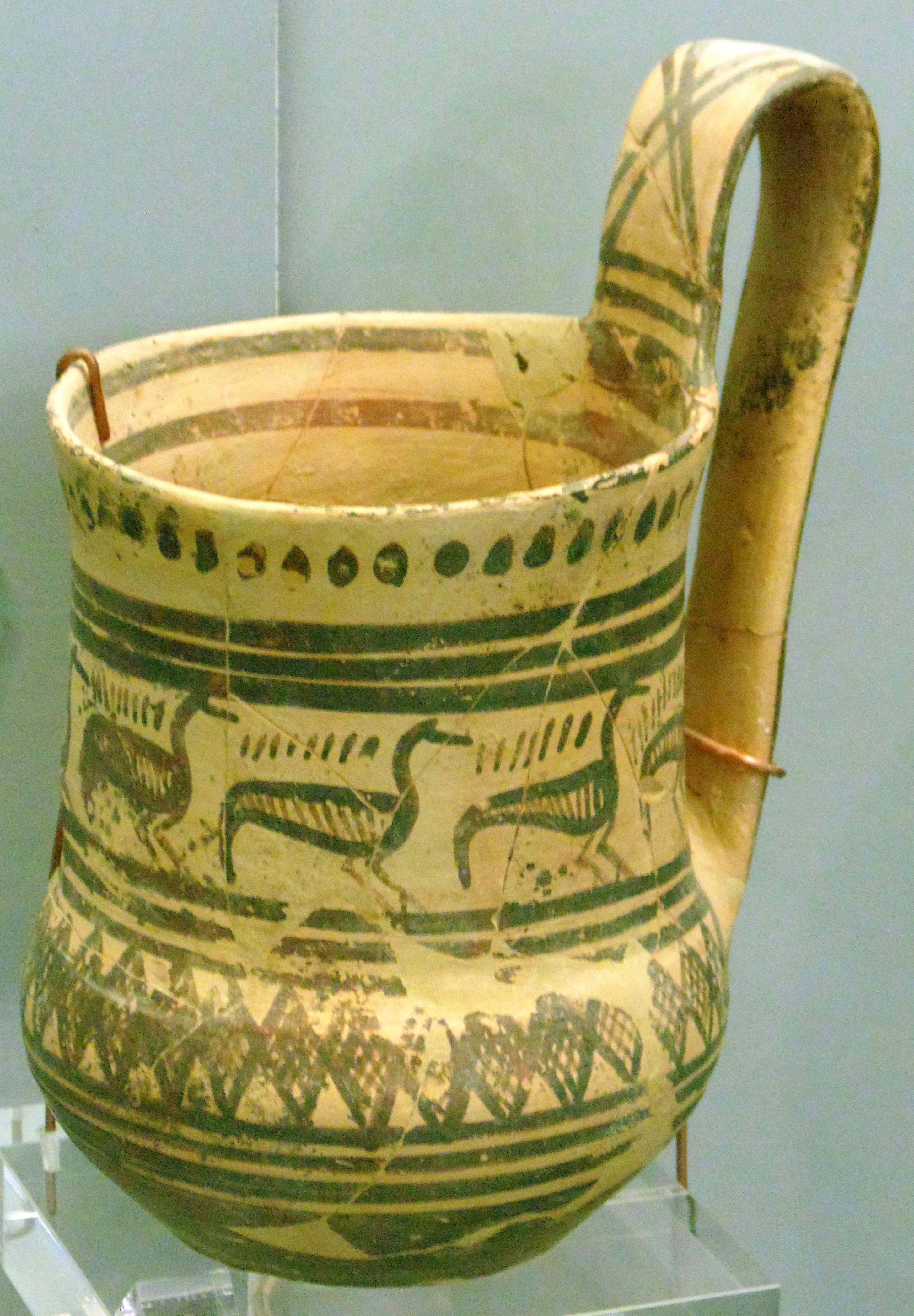
Épinétron à figures noires d'Amarynthos.

On peut voir de nombreux autres contenants, dont une amphore funéraire de la nécropole côtière d'Érétrie, datée de 560 av. J.-C., qui représente la bataille entre Héraclès et les Centaures au recto et Potnia Thêrôn (la « Maîtresse des animaux ») à l'arrière, ainsi qu'une amphore panathénaïque datée d'environ 363-362 av. JC. La face avant de l'amphore représente la déesse Athéna armée, mais la face arrière illustre une scène du concours panathénaïque dont le vase était le prix. Il existe également un gorgonéion en terre cuite du IVe siècle av. J.-C. qui faisait partie des décors de la Maison aux mosaïques d'Érétrie.

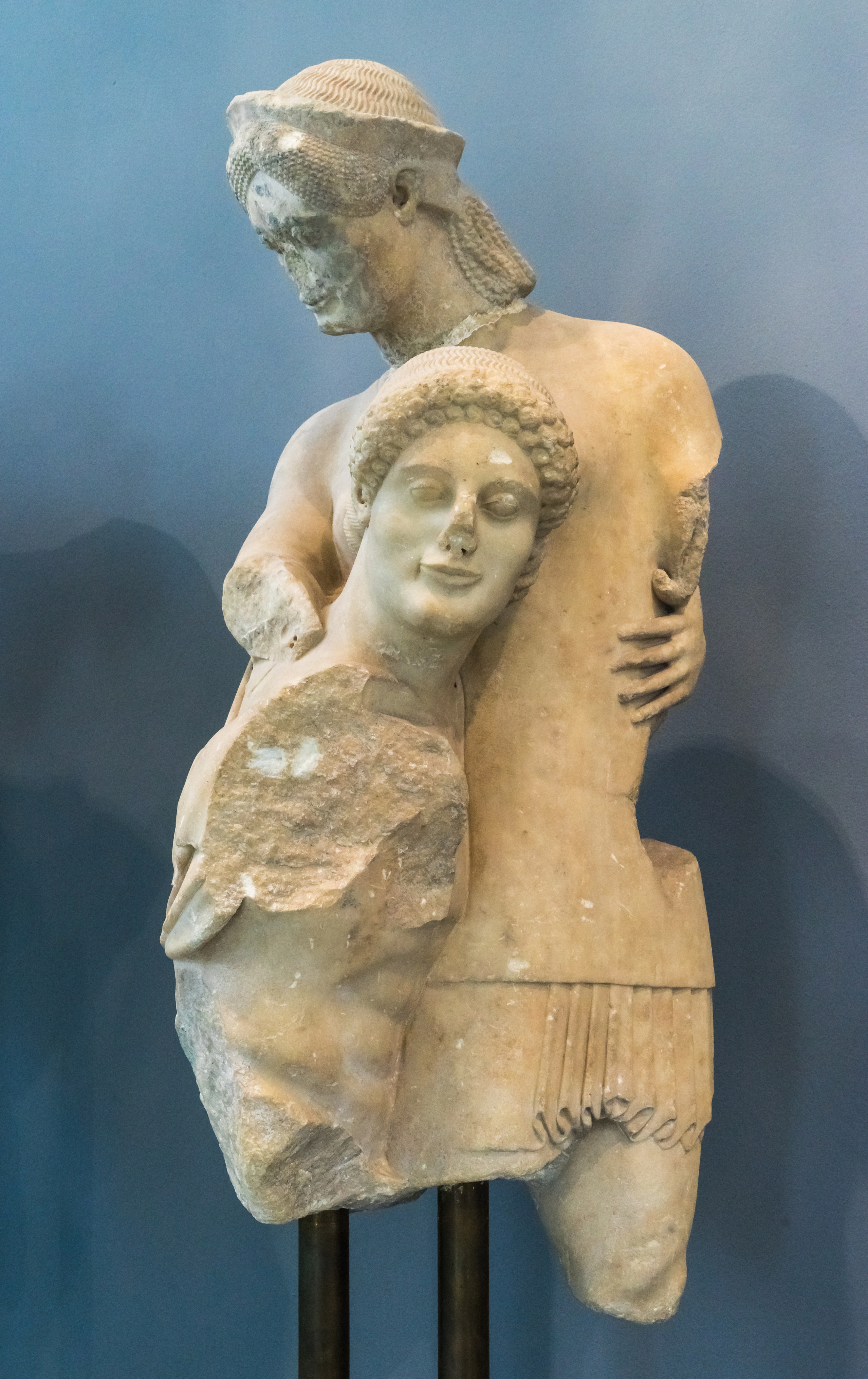
Thésée et Antiope, vers -510.

Les fouilles d'Érétrie ont mis au jour des sculptures remarquables exposées dans le musée, notamment celles du fronton ouest du temple archaïque d'« Apollon Daphnéphore » qui représentent une Amazonomachie.
Une sculpture représentant Thésée et Antiope aurait été réalisée par le célèbre sculpteur athénien Anténor, au VIe siècle av. J.-C..
Le musée abrite également les fragments d'un pithos archaïque à reliefs, décoré de représentations de vautours dévorant des corps, du VIIe siècle av. J.-C. et un collier composé de perles de faïence représentant Isis et Horos, probablement originaire de Chypre et datant de la période protogéométrique, vers les XIe – Xe siècles av. J.-C..

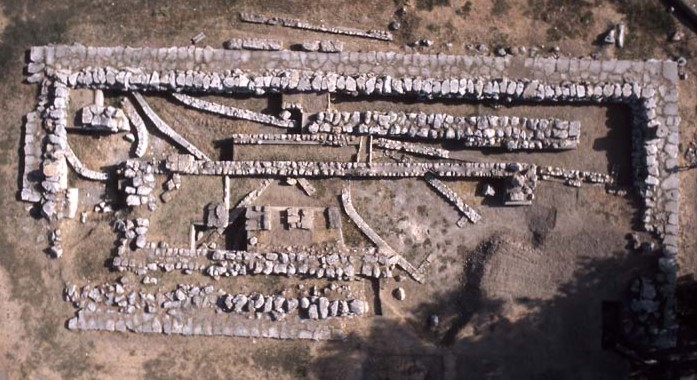
Vue aérienne du temple archaïque d'« Apollon Daphnéphore ».
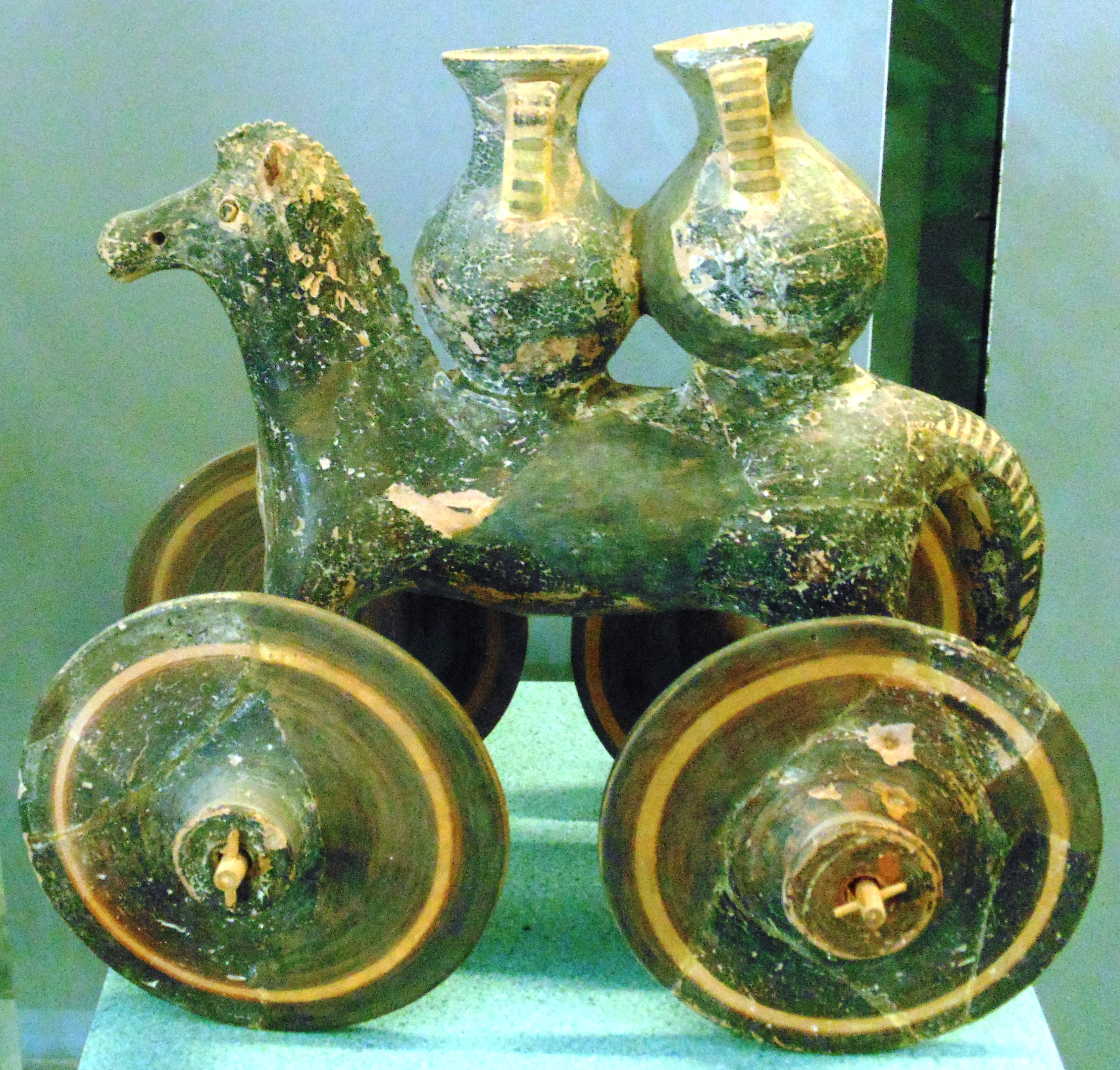
Objets d'époques géométrique et archaïque
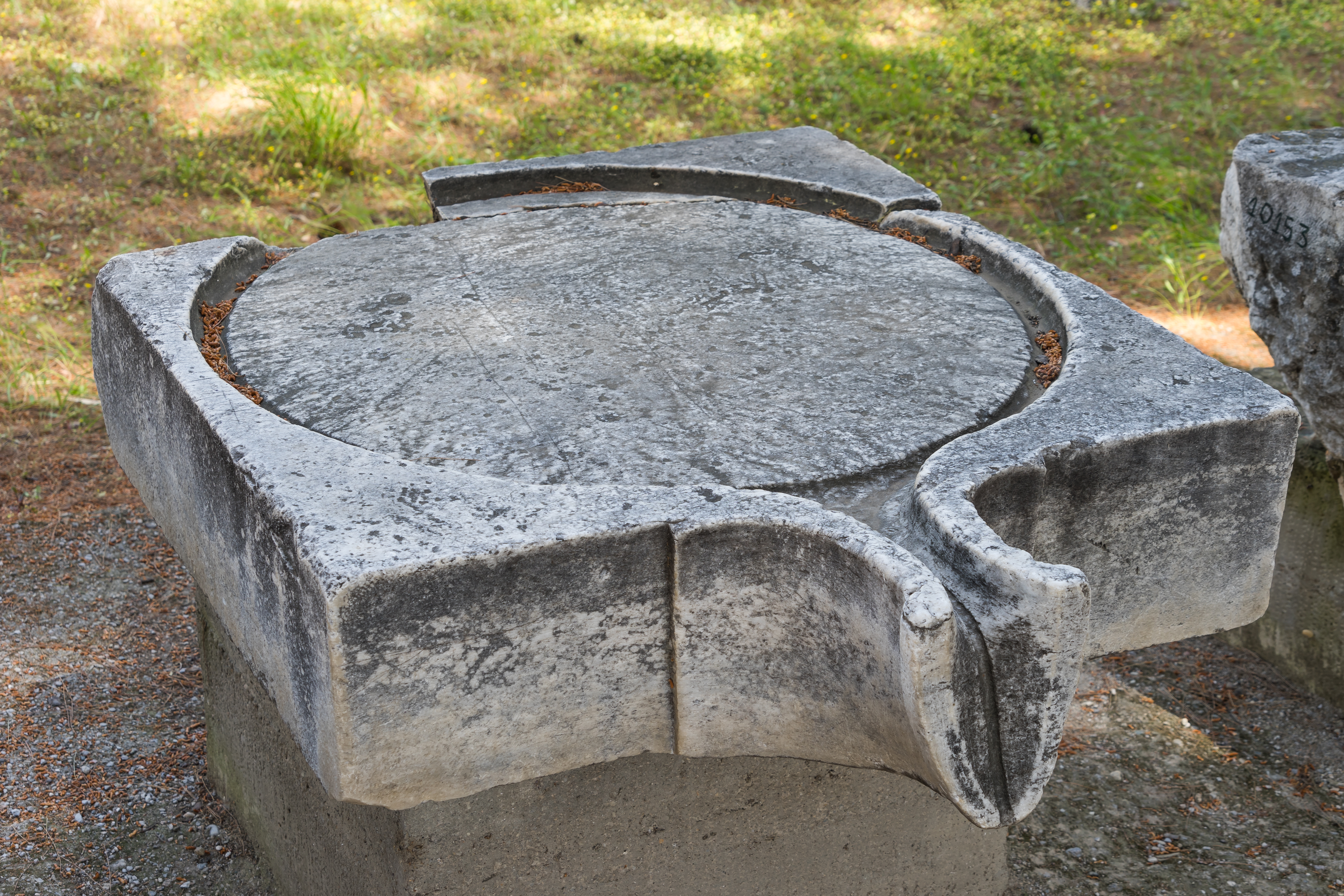
Pressoir antique à vin ou à olives.